# 血道弓

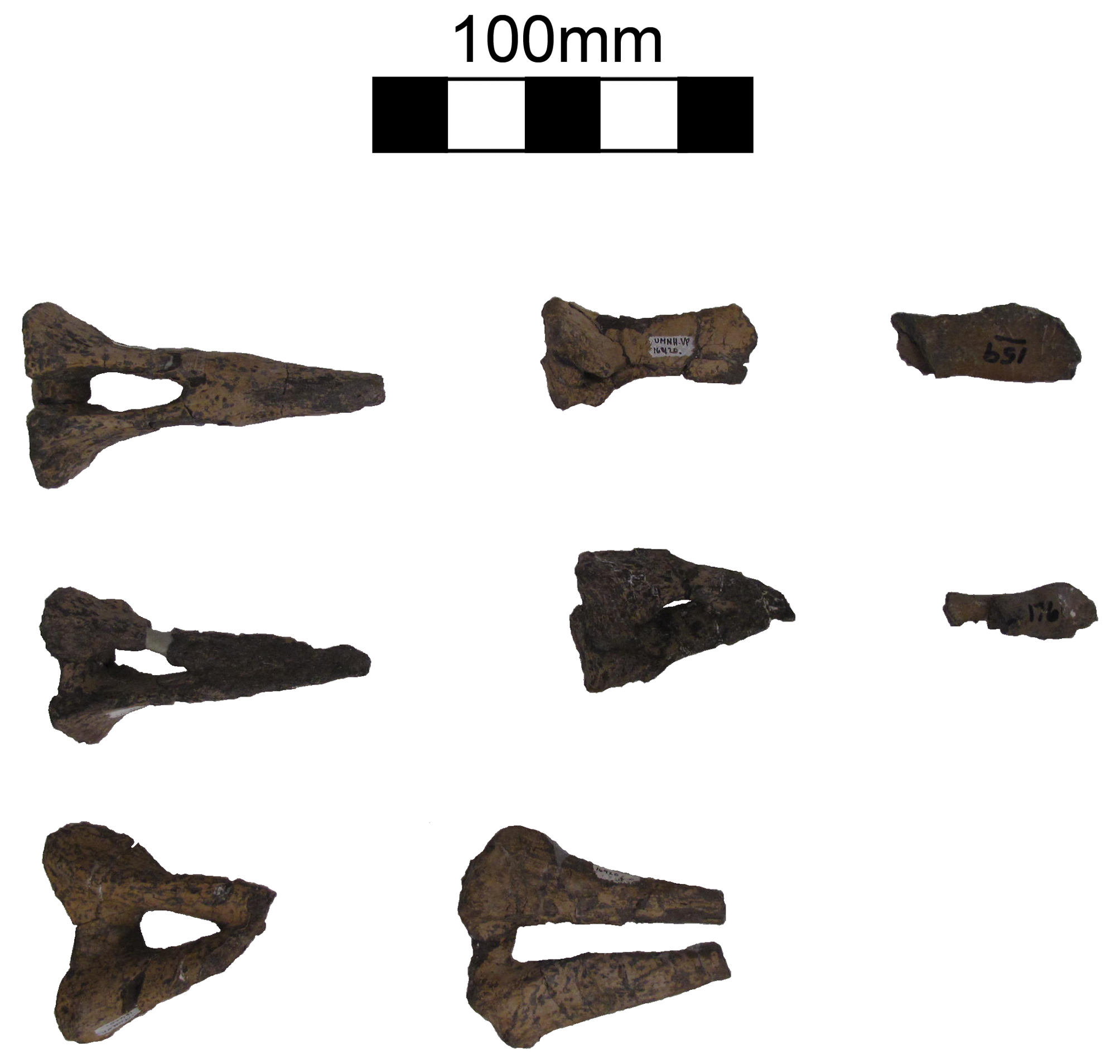
ノトロニクスの血道弓

血道弓（けつどうきゅう、英: chevron）は、恐竜をはじめとする脊椎動物の尾椎の腹側に配列する、棒状の骨の総称。

## 機能
血道弓は尾を出入りする血管が通る部位である。爬虫類においては、運動に寄与する主要な筋肉の一つである長尾大腿筋が血道弓の外側に付着する。
1956年、アルフレッド・ローマーはワニと恐竜において第一血道弓の位置に性的二形があると仮説を立てた。しかし後の研究では、ワニの第一血道弓の大きさと位置は性的二形を持たないことが証明され、またティラノサウルス科の恐竜において有意なバリエーションが認められなかったことから、血道弓は性別の判定に用いられないことが示された。

## 多様性
血道弓は種によって大きさ・形状・個数が様々である。例えば、デイノニクスなどのデイノニコサウルス類では、血道弓が伸長して堅い棒状の尾の形成に寄与している。全ての鳥群も血道弓と神経棘が前後に伸長している。また、恐竜の血道弓が尾椎の下で癒合する一方、首長竜の血道弓は左右に分かれており、佐藤たまきはその特徴を判断材料にしてむかわ竜（後にカムイサウルスと命名）の尾椎を首長竜ではなく恐竜のものであると推測した。

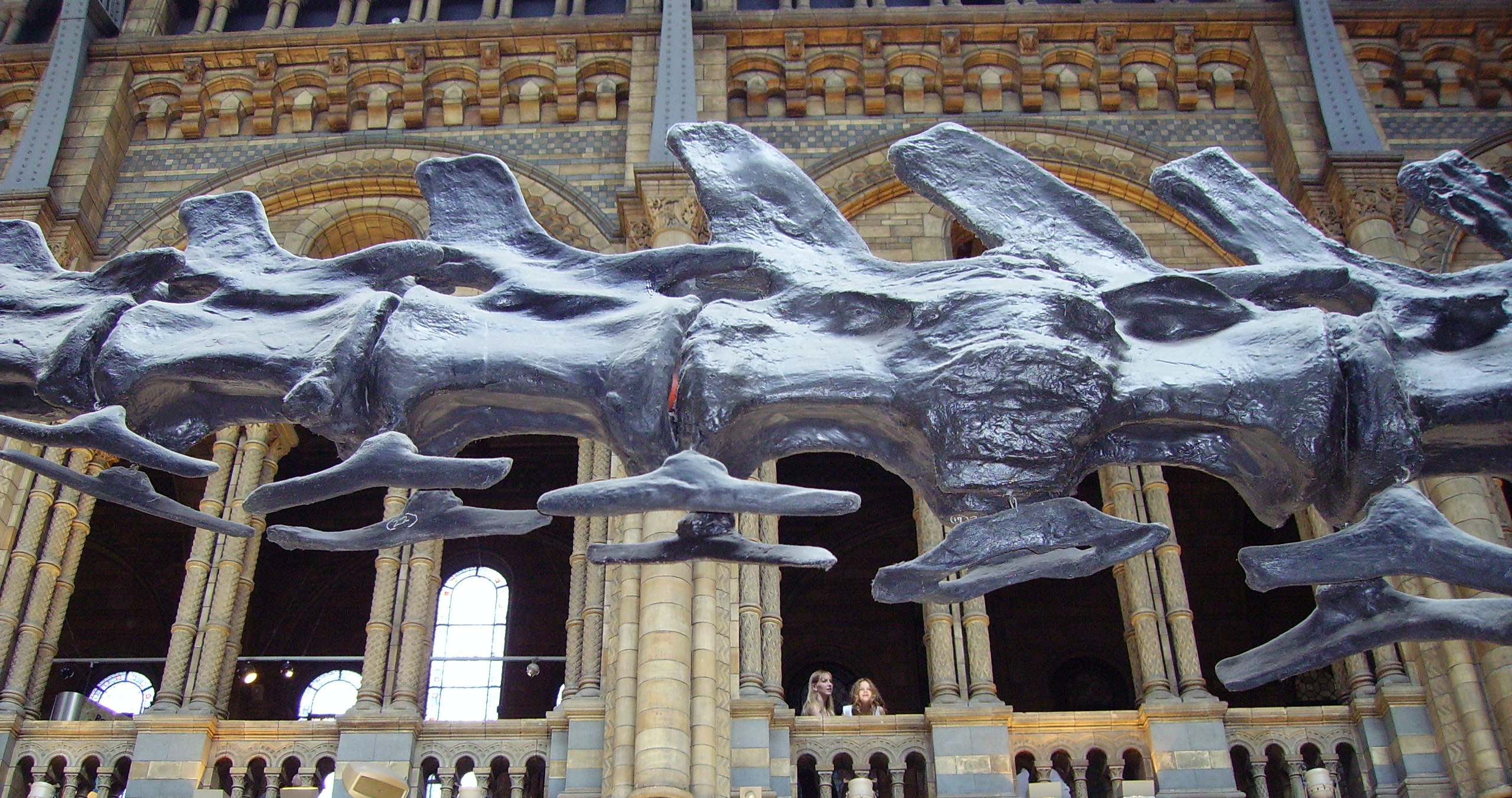
ロンドン自然史博物館のディプロドクス・カルネギィの尾椎には属名の由来となった二股になった血道弓が確認できる。

血道弓は竜脚類においてもその分類に関して重要な役割がある。1878年にオスニエル・チャールズ・マーシュは竜脚類のディプロドクスを命名しているが、これは前後の突起の両方が分岐をなすという血道弓の特徴的な形状にちなんでいる。ディプロドクスとその近縁属の特殊化した特徴と考えられていたこの形態は竜脚類の恐竜に幅広く共有されているが、ティタノサウルス型類では分岐しない状態に戻っていることが判明している。

## ギャラリー

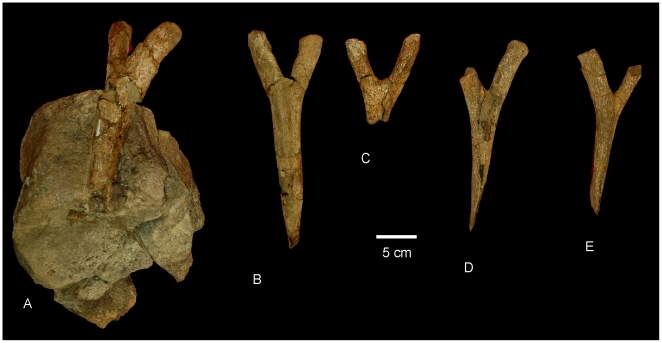
ウィントノティタンの血道弓
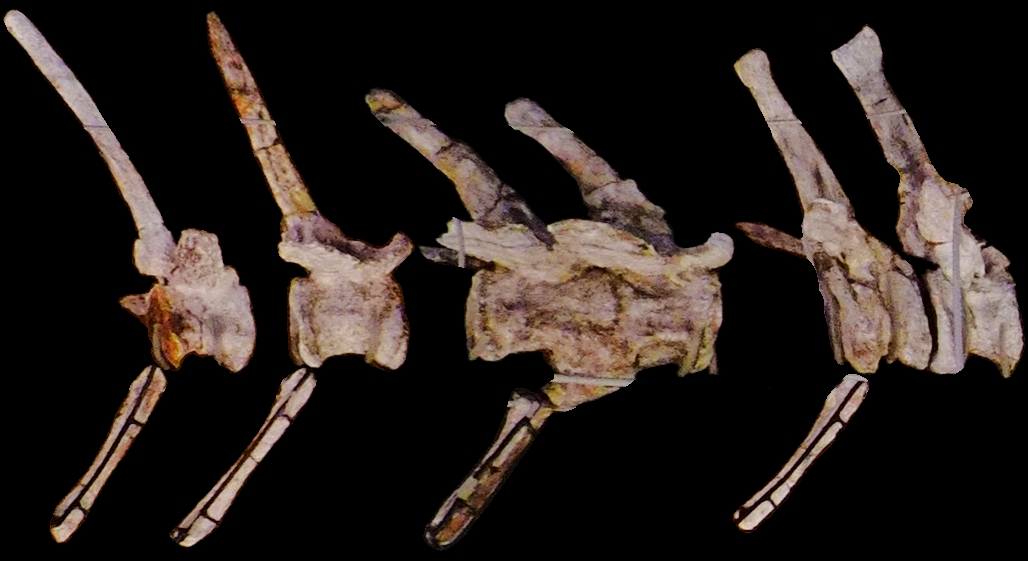
イクティオヴェナトルの尾椎
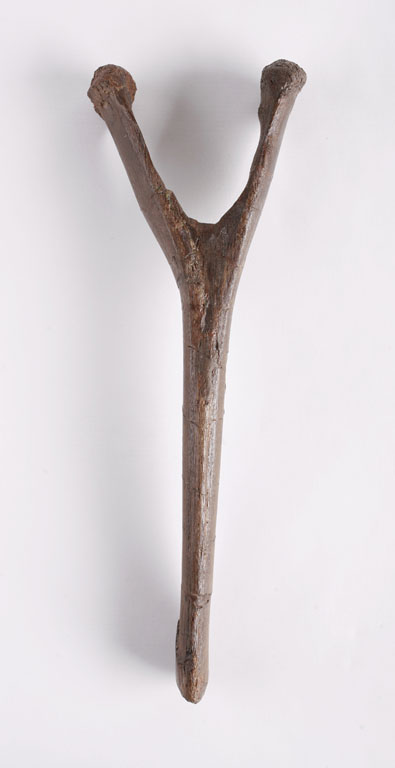
エドモントサウルスの血道弓
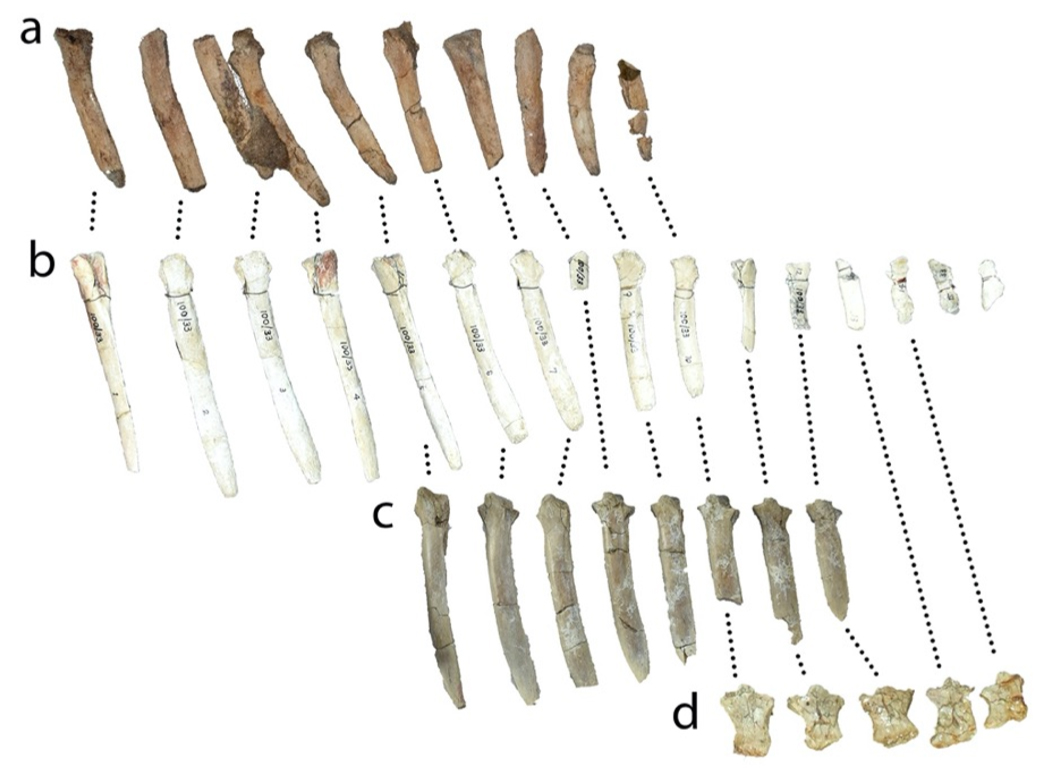
Oksoko (en) とリンチェニアの血道弓
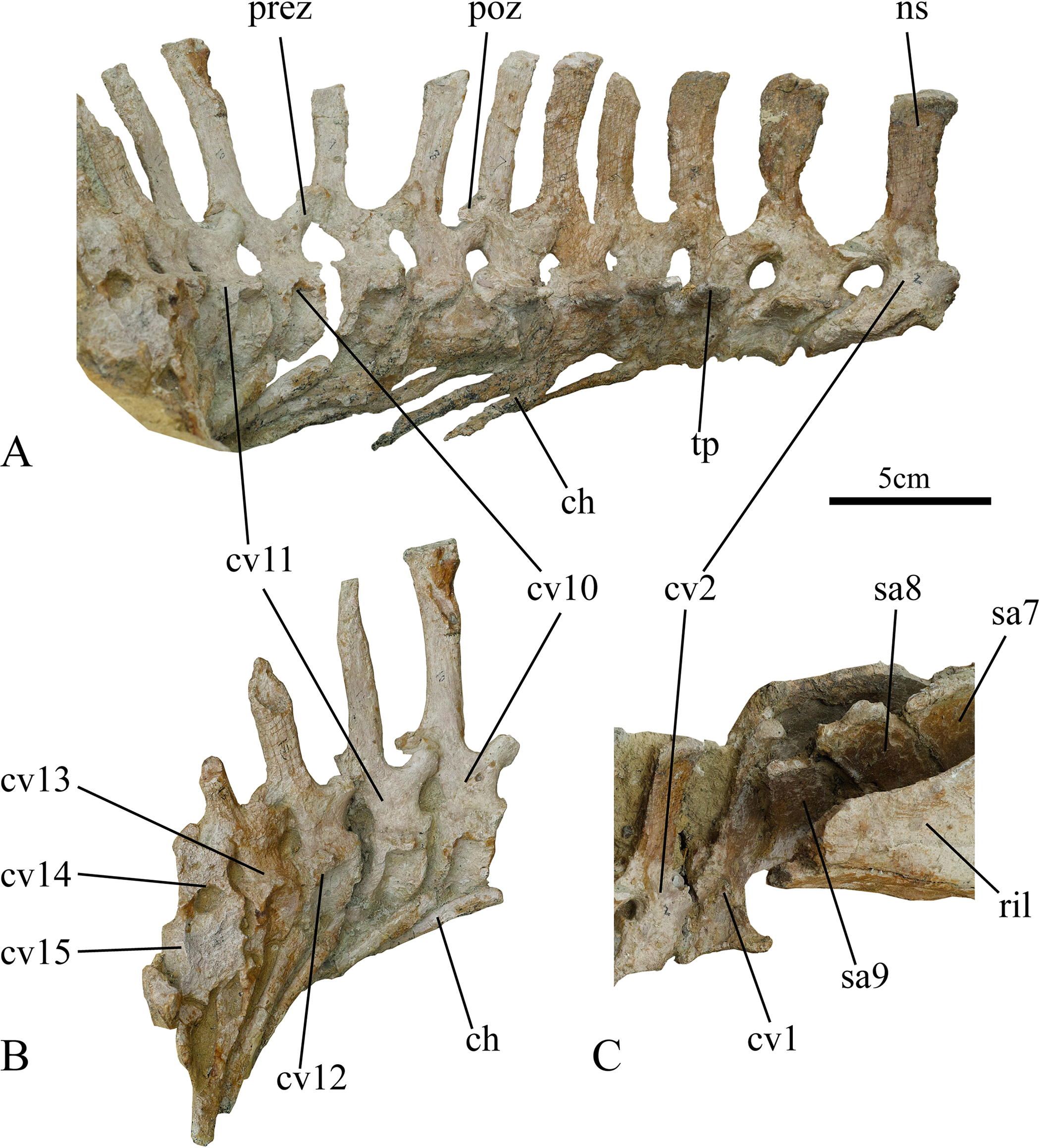
イスキオケラトプスの尾椎